# Faro de Colonia del Sacramento
El Faro de Colonia del Sacramento está ubicado sobre la costa del Río de la Plata, en Colonia, Uruguay. 

## Características

Fue construido en enero de 1857 sobre una de las antiguas torres del convento de San Francisco en Colonia del Sacramento. Por tal razón parte de su estructura es de base cuadrada y no circular, en su cima se encuentra la característica torre cilíndrica de los faros, diseñada con franjas rádiales rojas y blancas. Tiene una altura de 26 metros, la cual le brinda la capacidad de brindar un alcance luminoso de 7,8 millas náuticas.
Desde su creación la energía utilizada por el mismo fue muy variada, en sus inicios utilizó lámparas de querosene, templazadas posteriormente por gas acetileno y electricidad. En 1997 se modernizo su tecnología incorporando paneles solares para su iluminación, generando sus destellos de color rojo cada nueve segundos. 